# Chartophylax
Le chartophylax (en grec byzantin : χαρτοφύλαξ, dérivant de χάρτα, « document » et φύλαξ, « gardien »), parfois aussi appelé chartulaire (chartoularios) est un office ecclésiastique chargé des documents officiels et des rapports de l'église orthodoxe sous l'Empire byzantin.

## Histoire
Le chartophylax est un poste qui se retrouve à différents endroits, tant à Constantinople que dans les diocèses provinciaux. Ses détenteurs sont responsables tant des archives que de la chancellerie. Des monastères comprennent parfois un chartophylax ou une chartophylakissa pour les couvents féminins. Progressivement, le chartophylax affecté au patriarcat de Constantinople devient l'une des plus importantes charges religieuses de l'Empire, même si la fonction reste de rang modeste. Georges Kodinos en fait le juge de toutes les causes et le bras droit du patriarche. Il ajoute que son détenteur est le gardien de toutes les chartes attribuant des privilèges ecclésiastiques, conservés au sein du chartophylakeion (les archives). En outre, il préside les affaires matrimoniales et il est le principal intermédiaire entre le clergé et le patriarche, contrôlant toute la correspondance adressée à celui-ci. Il élabore les décisions patriarcales, qu'il signe et sur lesquelles il appose le sceau patriarcal. Il préside les synodes en l'absence du patriarche et est un fin connaisseur des affaires ecclésiastiques. Le chartophylax a préséance sur l'ensemble des evêques, alors même qu'il n'est qu'un simple diacre. Il peut révoquer certains membres du clergé et il dispose d'une douzaine de notaires à son service. Par ses fonctions, il se rapproche du cartulaire de l'évêché de Rome mais il dispose d'une influence bien plus grande.

## Sources
- (en) Alexander Kazhdan (dir.), Oxford Dictionary of Byzantium, New York et Oxford, Oxford University Press, 1991, 1re éd., 3 tom. (ISBN 978-0-19-504652-6 et 0-19-504652-8, LCCN 90023208)
- (en) Jeffrey Wehmeyer, « The Chartophylax: Archivist and Librarian to the Patriarch in Constantinople », Libraries and Culture, University of Texas Press, vol. 32/1,‎ 1997, p. 107-112 (lire en ligne)